# Brauerei-Gasthof Hartmann

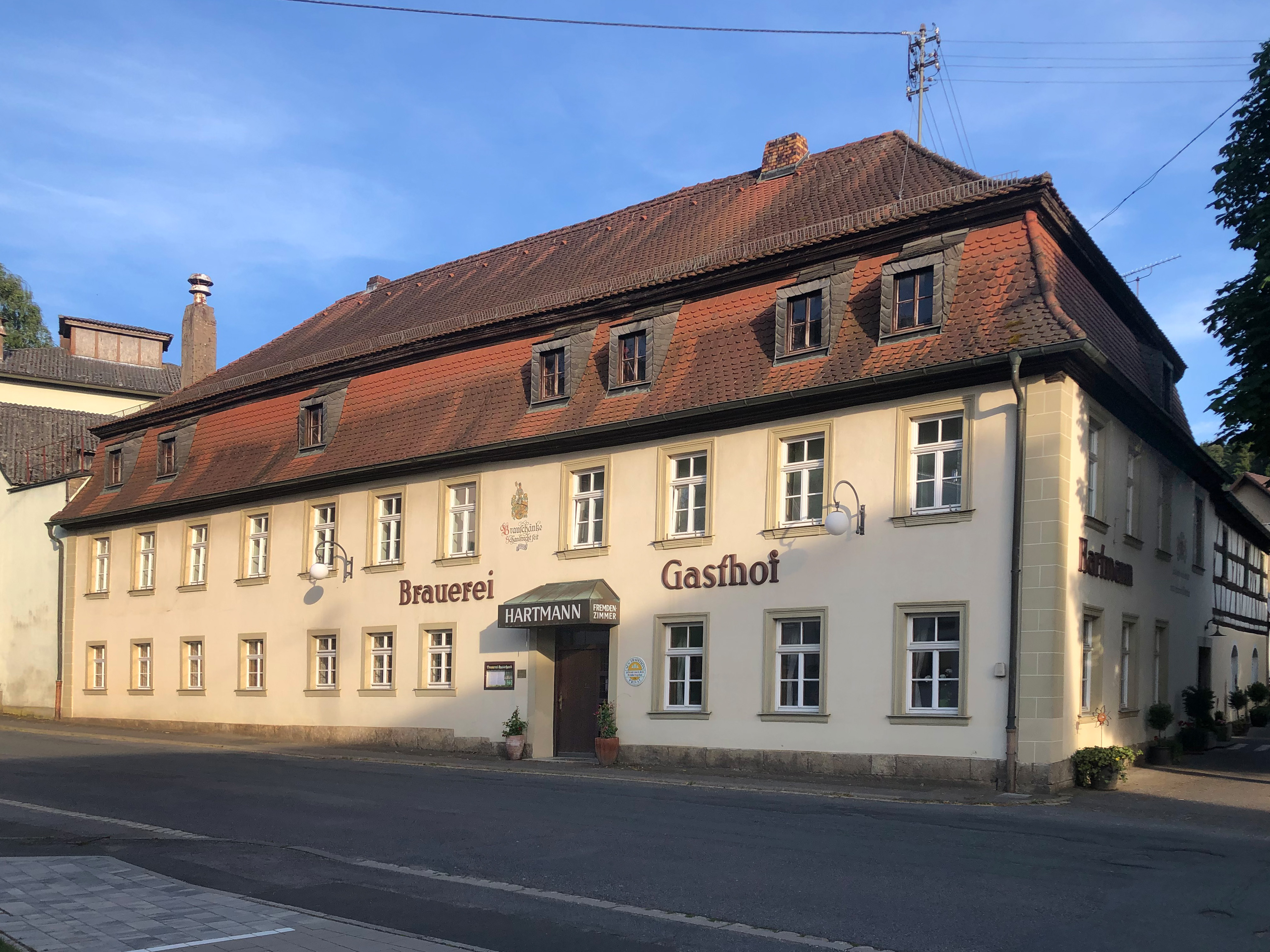
Brauerei-Gasthof Hartmann in Würgau

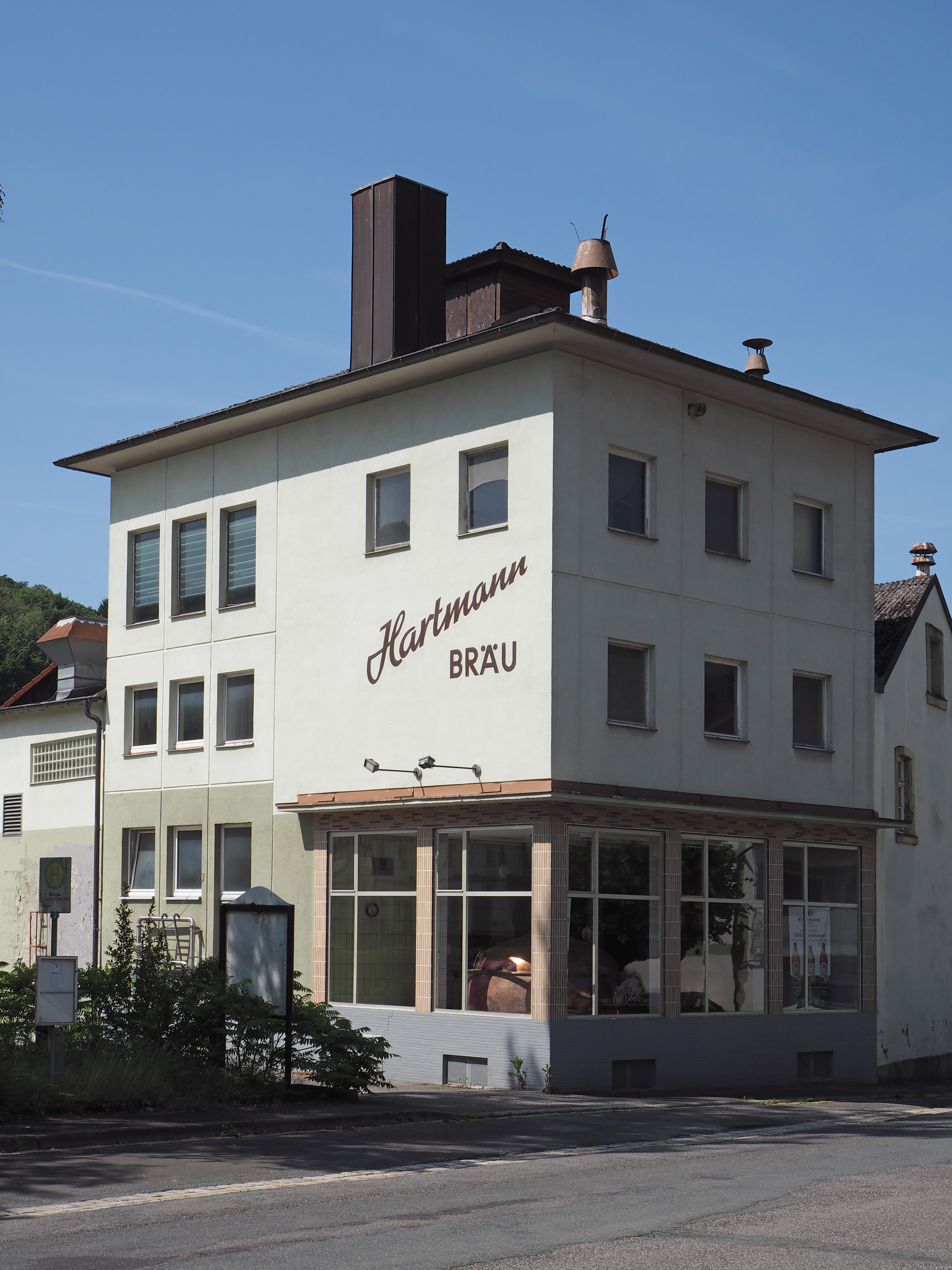
Brauerei-Sudhaus (Bj. 1959)

Der Brauerei-Gasthof Hartmann hat ihren Sitz im Stadtteil Würgau der Stadt Scheßlitz im Landkreis Bamberg. Bis 2019 wurde im Würgauer Stammbetrieb Bier gebraut, jährlich etwa 14.000 Hektoliter.
Die erste urkundliche Erwähnung fand der Brauereigasthof in Würgau um 1550. Somit zählt die Braustätte zu den ältesten Frankens. In den folgenden Jahrhunderten wechselten Besitzer und Pächter mehrfach. 1803 wurde die „Erb- und Brauschänke zu Würgau“ Eigentum des Bayerischen Staats (königliches Lehen).
1912 kaufte Johann Hartmann aus Plankenfels (Fränkische Schweiz) den Betrieb. Ab diesem Zeitpunkt ist der Betrieb in Händen der Familie Hartmann.
1959 erfolgte die Erweiterung der Brauerei durch den Neubau eines Sudhauses und den Ausbau des Gasthofs.
In den 1960er und 1970er Jahren wurde die Brauerei weiter modernisiert.
2019 hat man den Brauereibetrieb in Würgau eingestellt. Das Bier wurde ab dann im Lohnbrauverfahren bei der Brauerei Göller in Zeil am Main gebraut. 

Der Gasthof wird 2025 durch die Inhaberin Reinholde Hartmann betrieben.
Das ganze Jahr über werden Edelpils, das Schwarzbier Erbschänk, der Felsentrunk, Helles, Felsenweiße und Felsenkeller gebraut. Nur saisonal gibt es Bockbier und Festbier. Neben dem Bier wird ein spezieller Bierschnaps produziert.
 Die Biere sind in mehreren Supermärkten der Region oder direkt im Brauereigasthof erhältlich (Stand: 2025).